# Beyond Lies the Wub (colecție)
Beyond Lies the Wub (Dincolo zace wubul) este o colecție de povestiri science-fiction ale scriitorului american Philip K. Dick. A fost publicată pentru prima dată de către editura  Gollancz în 1988 și retipărită în volumul I al The Collected Stories of Philip K. Dick. Multe dintre povestiri au apărut inițial în revistele Fantasy și Science Fiction, Planet Stories, If, Galaxy Science Fiction, Imagination, Space Science Fiction, Fantastic Story Magazine, Amazing Stories, Future, Cosmos, Fantasy Fiction, Beyond Fantasy Fiction, Thrilling Wonder Stories și Startling Stories. Colecția a fost retipărită de Citadel Press în 2003 sub titlul Paycheck and Other Classic Stories.

## Cuprins
- Prefață, dintr-o scrisoare către John Betancourt
- Introducere, de Roger Zelazny
- "Stability"
- "Roog"
- "The Little Movement"
- "Beyond Lies the Wub" - Dincolo zace wubul
- "The Gun"
- "The Skull"
- "The Defenders"
- "Mr. Spaceship"
- "Piper in the Woods"
- "The Infinites"
- "The Preserving Machine"
- "Expendable"
- "The Variable Man"
- "The Indefatigable Frog"
- "The Crystal Crypt"
- "The Short Happy Life of the Brown Oxford"
- "The Builder"
- "Meddler"
- "Paycheck"
- "The Great C"
- "Out in the Garden"
- "King of the Elves"
- "Colony"
- "Prize Ship"
- "Nanny"
- Note